# Cantone di L'Isle-Jourdain (Nuova Aquitania)
Il Cantone di L'Isle-Jourdain era una divisione amministrativa dell'arrondissement di Montmorillon.
È stato soppresso a seguito della riforma complessiva dei cantoni del 2014, che è entrata in vigore con le elezioni dipartimentali del 2015.
Comprendeva i comuni di:
- Adriers
- Asnières-sur-Blour
- L'Isle-Jourdain
- Luchapt
- Millac
- Moussac
- Mouterre-sur-Blourde
- Nérignac
- Queaux
- Le Vigeant